# Торрі ДеВітто
То́ррі ДеВі́тто (англ. Torrey DeVitto; нар. 8 червня 1984, Гантінґтон, Нью-Йорк, США) — американська акторка, скрипалька, колишня фотомодель. Відома ролями Мелісси Гастінґс у серіалі «Милі ошуканки», Мередіт Фелл у телесеріалі «Щоденники вампіра», та Наталі Меннінґ у серіалі «Медики Чикаго».

## Життєпис
Торрі ДеВітто народилася в місті Гантінґтон, штат Нью-Йорк. Її батько, Ліберті ДеВітто, протягом 28 років був барабанщиком у Біллі Джоела. У зв'язку з гастрольною діяльністю батька дитинство Торрі пройшло в роз'їздах. У шість років почала брати уроки гри на скрипці, грала в шкільному оркестрі. У 15 років Торрі знімалася як модель для реклами, працювала в модельному агентстві Ford Models у Чикаго і Маямі.
Пропрацювавши кілька років у модельному бізнесі, ДеВітто переключилася на акторську кар'єру. У 2005 році стала однією з провідних акторок в драматичному серіалі каналу Freeform «Красиві люди», де грала амбітну фотомодель Карен. Був знятий один сезон з 16 епізодів. 
У 2008 році ДеВітто знімалася в п'ятому і шостому сезонах молодіжного драматичного серіалу «Школа виживання». Виконувала епізодичні ролі в серіалах «Літо наших надій», «Клініка», «Дрейк і Джош», «Король квінса», «C.S.I.: Місце злочину Маямі», «Касл». Також знялася в кількох малобюджетних фільмах: «Я завжди буду знати, що ви зробили минулого літа» і трилер «Докази». У 2010-2017 роках ДеВітто знімалася в серіалі «Милі ошуканки» у другорядній ролі. ДеВітто виконала роль докторки Мередіт Фелл в телесеріалі «Щоденники вампіра», де одну з головних ролей грав її тодішній чоловік Пол Уеслі. З 2015 року виконує роль Наталі Меннінґ у серіалі «Медики Чикаго».

## Особисте життя
З 2011 по 2013 рік була одружена з актором Полом Веслі

.
З 2016 року зустрічалася з танцюристом російського походження Артемом Чигвинцем
. 10 травня 2017 року стало відомо, що пара розійшлась.
З травня 2018 по травня 2019 зустрічалася з колегою по телесеріалу «Пожежники Чикаго» Джессі Лі Соффером. У жовтні 2020 підтвердила свої стосунки з Віллом Естесом. Невдовзі розішлась. З травня 2021 року до початку 2023 року зустрічалася з Девідом Россом.
У вересні 2023 року заручилася з режисером Джаредом Лапайном. У листопаді 2024 року вони чекають на народження своєї першої дитини. Торрі ДеВітто володіє фермою площею 7,2 акра в Мічигані.

## Фільмографія
| Рік       | Українська назва                              | Оригінальна назва                         | Роль             | Примітки                     |
| --------- | --------------------------------------------- | ----------------------------------------- | ---------------- | ---------------------------- |
| 2004—2005 | Дрейк і Джош                                  | Drake & Josh                              | Деніз Вудс       |                              |
| 2005      | Король квінса                                 | The King of Queens                        | Трейсі           |                              |
| 2005      | Джек і Боббі                                  | Jack & Bobby                              | Тіфанні          |                              |
| 2005—2006 |                                               | Beautiful People                          | Карен Керр       |                              |
| 2006      | Я завжди знатиму, що ви зробили минулого літа | I'll always know what you did last summer | Зої              |                              |
| 2008      | Зелений промінь                               | Green Flash                               | Мія Фонсека      |                              |
| 2008      | Зимові мерці                                  | Killer Movie                              | Фібі Гіллдейл    |                              |
| 2008      | C.S.I.: Місце злочину Маямі                   | CSI: Miami                                | Келлі Чепман     |                              |
| 2008—2009 | Школа виживання                               | One Tree Hill                             | Керрі            | Періодична роль              |
| 2009      | Касл                                          | Castle                                    | Сієра Ґудвін     |                              |
| 2010—2017 | Милі ошуканки                                 | Pretty Little Liars                       | Мелліса Гастінґс | Періодична роль              |
| 2011      | Обряд                                         | The Rite                                  | Ніна             | фільм                        |
| 2012—2013 | Щоденники вампіра                             | The Vampire Diaries                       | Мередіт Фелл     | Періодична роль              |
| 2012      | Докази                                        | Evidence                                  | Ліан             | Фільм                        |
| 2015—2023 | Медики Чикаго                                 | Chicago Med                               | Наталі Меннінг   | Головна роль (1–6 сезон)     |
| 2016—2021 | Поліція Чикаго                                | Chicago P.D                               | Наталі Меннінґ   | Періодична роль (7 епізодів) |
| 2016—2021 | Пожежники Чикаго                              | Chicago Fire                              | Наталі Меннінґ   | Періодична роль (4 епізоди)  |